# 園比屋武御嶽
園比屋武御嶽（琉球語：／ ）是16世紀琉球王國時代的御嶽，位於現在沖繩縣首里真和志町，守禮門的後方。
園比屋武御嶽建立於1519年，由八重山竹富島的石匠西塘奉尚真王之命建造。此後，每當琉球國王出城巡遊之前，必然要到園比屋武御嶽進行參拜，以祈求旅途順利。
園比屋武御嶽於1945年沖繩島戰役中被毀，後於1957年復原。2000年11月，園比屋武御嶽石門以琉球王國的城堡以及相關遺產群被聯合國教科文組織列入世界遺產名單中。
26°13′05″N 127°43′02″E / 26.218075°N 127.717352°E

## 腳註
1. http://ryukyu-lang.lib.u-ryukyu.ac.jp/srnh/details.php?ID=SN50906